# Christina Pickles
Christina Pickles (Yorkshire, 17 febbraio 1935) è un'attrice britannica.

## Vita privata
Nata come Christine Pickles, ha frequentato la Royal Academy of Dramatic Art di Londra con Albert Finney e Peter O'Toole. È la sorella dell'attrice Vivian Pickles ed anche del giudice James Pickles, morto nel 2010. Sua nipote è l'attrice Carolyn Pickles. Nel 1962 ha sposato il regista Victor Lobl da cui ha divorziato nel 1985; da lui ha avuto due figli, Oliver e Rebecca. Nel 2005 si è risposata con il giornalista Ian Masters.

## Filmografia parziale
- I dominatori dell'universo (Masters of the Universe), regia di Gary Goddard (1987)
- Vento di passioni (Legends of the Fall), Regia di Edward Zwick (1994)
- Romeo + Giulietta di William Shakespeare (William Shakespeare's Romeo + Juliet), regia di Baz Luhrmann (1996)
- Prima o poi me lo sposo (The Wedding Singer), regia di Frank Coraci (1998)
- George re della giungla 2 (George of the Jungle 2), regia di David Grossman (2003)

### Televisione
- Un detective dal Paradiso (It Came Upon the Midnight Clear), regia di Peter H. Hunt – film TV (1984)
- La tata (The Nanny) – serie TV, 1 episodio (1994)
- La signora in giallo (Murder, She Wrote) – serie TV, episodio 12x10 (1995)
- Friends – serie TV, 19 episodi (1994-2003)
- How I Met Your Mother – serie TV, 1 episodio (2011)
- Dollface – serie TV, 1 episodio (2019)
- Friends: The Reunion, regia di Ben Winston – special TV (2021)

## Doppiatrici italiane
- Alba Cardilli in Vento di passioni
- Lorenza Biella ne La signora in giallo
- Anna Rita Pasanisi in Friends
- Cristina Piras in Friends: The Reunion